# Lorenzo Del Boca
Lorenzo Del Boca (Romagnano Sesia, 24 giugno 1951) è un giornalista e saggista italiano.
È stato presidente del consiglio nazionale dell'Ordine dei giornalisti dal 2001 al 2010, il primo a essere stato eletto per il terzo mandato consecutivo.

## Biografia
Si è laureato in filosofia all'Università di Torino con Nicola Abbagnano, con una tesi su Giovanni Buridano.
Dopo un breve inizio in giornali locali, la sua carriera professionale si è sviluppata alla Stampa, i primi tempi nella redazione di Novara e dal 1979 a Torino nella redazione di cronaca di Stampa Sera, divenendo giornalista professionista nel 1980. Dapprima cronista di giudiziaria, poi capocronista a Stampa Sera e infine, inviato speciale a La Stampa, in questa veste ha concentrato la propria attività sugli eventi connessi al terrorismo.
Dal 1996 è stato presidente della Federazione Nazionale Stampa Italiana (FNSI) fino all'elezione a presidente nazionale dell'Ordine dei giornalisti nel 2001, ruolo rinnovato fino al 2010; è stato inoltre consigliere del Consiglio Nazionale dell'Economia e del Lavoro (CNEL) dal 2002 al 2006.Successivamente ha curato una rubrica per la Padania, quotidiano della Lega Nord.
È presidente della Federazione Italiana Giornalismo Editoria Comunicazione (FIGEC), sindacato  CISAL,nonché direttore della Stampa Diocesana Novarese dal 1º gennaio 2020.
Collabora con Panorama.

## Saggistica
Considerato «polemista, al di fuori della convenzioni, talvolta controcorrente», la sua occupazione di scrittore si è incentrata in particolare sulla pseudostoria, soprattutto circa il periodo risorgimentale. I due saggi Maledetti Savoia del 1998 e Indietro Savoia. Storia controcorrente del Risorgimento italiano del 2003 si sono distinti per l'irriverenza nei confronti di Casa Savoia e per l'avversione verso la storiografia risorgimentale, utilizzando come base pubblicazioni e giornali il cui indirizzo rientra nelle interpretazioni revisionistiche del Risorgimento. I suoi libri sono stati oggetto di critica da parte di studiosi e storici come Alessandro Barbero, che ne hanno evidenziato le mancanze.

## Opere
- Maledetti Savoia, con la collaborazione di Ignazio Panzica, Casale Monferrato, Edizioni Piemme, 1999, ISBN 88-384-4798-5
- Il dito dell'anarchico. Storia dell'uomo che sognava di uccidere Mussolini, con la collaborazione di Elisabetta Masso, Casale Monferrato, Edizioni Piemme, 2000, ISBN 88-384-4703-9
- Indietro Savoia! Storia controcorrente del Risorgimento italiano, Casale Monferrato, Edizioni Piemme, 2003, ISBN 88-384-8269-1
- Il Segreto di Camilla, 2005, Utet Libreria, ISBN 88-7750-989-9
- Grande guerra, piccoli generali. Una cronaca feroce della prima guerra mondiale, Torino, UTET Libreria, 2007, ISBN 88-02-07708-8
- L'intermediazione di interessi. Lobbying in collaborazione con Marcello Menni, 2007, Aracne, ISBN 88-548-1303-6
- Polentoni. Come e perché il Nord è stato tradito, Milano, Edizioni Piemme, 2011, ISBN 978-88-566-1957-7
- Risorgimento disonorato, Torino, UTET Libreria, 2011, ISBN 978-88-02-08422-0
- L'Italia bugiarda. Smascherare le menzogne della storia per diventare finalmente un Paese normale, 2013, Piemme, ISBN 978-88-566-3326-9
- Il mistero del cavaliere (in collaborazione con Giuseppe Ruga), 2014, Piemme, ISBN 978-88-566-3839-4
- Maledetta guerra. Le bugie, i misfatti, gli inganni che mandarono a morire i nostri nonni, 2015, Piemme, ISBN 978-88-566-4693-1
- Sulla via Francigena. Storia e geografia di un cammino, in collaborazione con Angelo Moia, 2015, Utet, ISBN 88-511-3400-6
- Il sangue dei terroni, 2016, Piemme, ISBN 978-88-566-5154-6
- Venezia tradita. All'origine della questione veneta, 2016, Utet, ISBN 978-88-511-4138-7
- Il maledetto libro di storia che la tua scuola non ti farebbe mai leggere, 2017, Piemme, ISBN 88-566-5873-9
- Savoia boia! 2018, Piemme, ISBN 978-88-566-6483-6
- La guerra per Roma - 1848-1871. Tradimenti, speculazioni, intrighi nella nascita della capitale d'Italia, 2020, Piemme, ISBN 978-88-566-7542-9

## Riconoscimenti
- Laurea honoris causa in scienze sociali. Università "pro Deo" di Roma[1]
- Laurea honoris causa in scienza delle comunicazioni. Università Tibiscus di Timișoara (Romania)[1]
- Premio Letterario Arona, Premio speciale Medaglia del Presidente della Repubblica Italiana[7]
- Premio "Guido D'Orso", dalle mani del presidente del Senato Marcello Pera[1]
- Premio "Cinque stelle al giornalismo"[1][8]
- Premio "Corrado Alvaro" "Una vita per il giornalismo"[9]
- Premio "Pier Emilio Acri"[10]